# پروپاگاندا در آلمان نازی

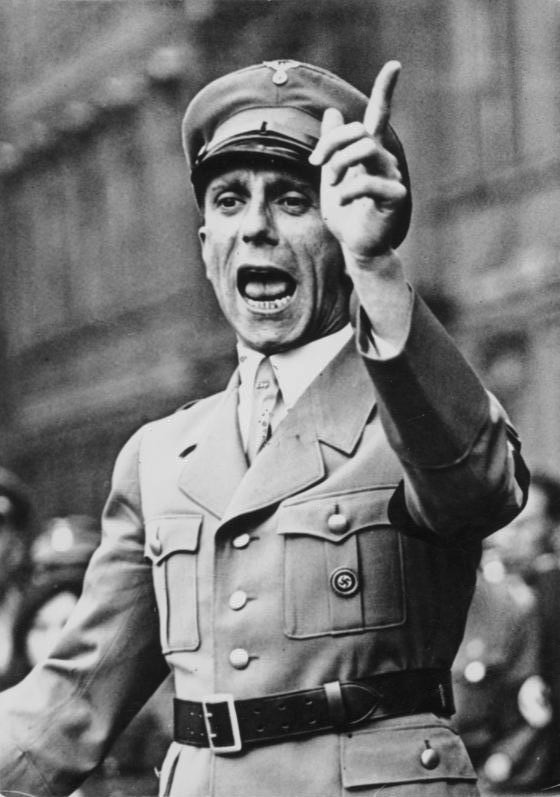
یوزف گوبلس، رئیس وزارت رایش برای روشنگری مردم و پروپاگاندا در آلمان نازی

پروپاگاندای حزب نازی آلمان در سال‌های رو به سوی رهبری آدولف هیتلر و در سال‌های رهبری او در آلمان (۱۹۳۳–۱۹۴۵) وسیله‌ای حیاتی برای به‌دست آوردن و حفظ قدرت و برای اعمال سیاست‌های نازی بود. استفاده فراگیر از پروپاگاندا توسط نازی‌ها به‌طور گسترده‌ای مسبب این است که خود کلمه پروپاگاندا معانی ضمنی منفی کنونی‌اش را داشته باشد.

## زمینه
پروپاگاندای نازی‌ها با اهریمن‌سازی از دشمنان حزب نازی، به ویژه یهودیان و کمونیست‌ها، ایدئولوژی نازی را ترویج می‌کرد، این پروپاگاندا حتی شامل سرمایه‌داران و روشنفکران هم می‌شد. در این پروپاگاندا ارزش‌های مورد تأکید و حمایت نازی‌ها، از جمله مرگ قهرمانانه، Führerprinzip (اصل رهبر)، Volksgemeinschaft (جامعه مردمی)، Blut und Boden (خون و خاک) و تعصب به و غرور به نژاد آلمانی (نژاد برتر) را تبلیغ می‌شد. همچنین در این پروپاگاندا حفظ کیش شخصیت پیرامون رهبر نازی‌ها، آدولف هیتلر، و برای ترویج کمپین‌های اصلاح نژادی و الحاق مناطق آلمانی زبان مورد استفاده قرار گرفت. آنها همچنین از روش بدنام کردن کشورهایی نظیر بریتانیا که آن را دشمن می‌دانستند هم استفاده می‌کردند.

## تاریخچه
در طول تاریخ، مبلغان دوران جنگ همواره استفاده از خشونت را از منظری اخلاقی توجیه‌پذیر، قابل دفاع و لازم‌الاجرا دانسته‌اند؛ چرا که در غیر این صورت، به باور آنها، روحیهٔ مردم و اعتمادشان به حکومت و نیروهای نظامی از بین خواهد رفت.

### نبرد من (۱۹۲۵)
آدولف هیتلر دو فصل از کتاب خود را در سال ۱۹۲۵ به نام نبرد من که خود یک ابزار پروپاگاندا بود، به مطالعه و تمرین تبلیغات اختصاص داد. او ادعا کرد که ارزش تبلیغات را به عنوان یک پیاده‌نظام جنگ جهانی اول که در معرض تبلیغات بسیار مؤثر بریتانیا و آلمان قرار داشت، آموخته‌است. این استدلال که آلمان جنگ را عمدتاً به دلیل تلاش‌های تبلیغاتی بریتانیا شکست داد، که به‌طور مفصل در نبرد من توضیح داده شد، منعکس‌کننده ادعاهای ملی‌گرایانه رایج آلمان در آن زمان بود. اگر چه خلاف واقع بود - تبلیغات آلمان در طول جنگ جهانی اول از انگلیسی‌ها پیشرفته تر بود - ولی به لطف استقبال هیتلر از آن به عنوان حقیقت رسمی در آلمان نازی تبدیل شد.

### حزب نازی اولیه (۱۹۱۹–۱۹۳۳)
هیلتر نظرات خود را در نشریه فولکیشر بئوباختر که توسط حزب نازی منتشر می‌شد، به استماع بقیه می‌رساند. این نشریه از سال ۱۹۲۰ به بعد منتشر می‌شد. در بیشتر دورانی که نازی‌ها در موضع قدرت نبودند و در موضع گروه مخالف حکومت قرار داشتند، ابزار تبلیغاتی آنها محدود بود. با دسترسی اندک به رسانه‌های جمعی، حزب تا سال ۱۹۲۹ به شدت به هیتلر و چند نفر دیگر که در جلسات عمومی سخنرانی می‌کردند، متکی بود. در آوریل ۱۹۳۰، هیتلر گوبلس را به عنوان رئیس پروپاگاندای حزب منصوب کرد. گوبلز، روزنامه‌نگار سابق و افسر حزب نازی در برلین، به زودی مهارت‌های خود را ثابت کرد. از جمله اولین موفقیت‌های او، سازماندهی تظاهرات آشوبگرانه بود که موفق شد فیلم ضد جنگ آمریکایی «همه آرام در جبهه غربی» را در آلمان ممنوع کند.

### در زمان قدرت (۱۹۳۳–۱۹۳۹)

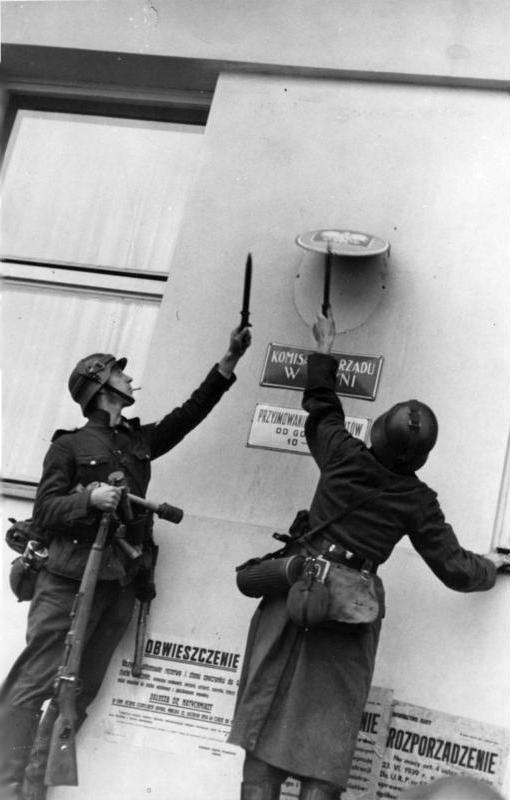
سربازان ورماخت بلافاصله پس از تهاجم به لهستان در سال ۱۹۳۹، نشان‌های دولت لهستان را در گدینا برچیدند.

سنگ بنای سیاسی و ایدئولوژیک اصلی سیاست نازی‌ها اتحاد همه آلمانی‌نژادهایی بود که در خارج از مرزهای رایش (مثلاً در اتریش و چکسلواکی) زیر یک آلمان بزرگ زندگی می‌کردند. هیتلر در کتاب نبرد من درد و بدبختی آلمان‌نژادهای خارج از آلمان را محکوم کرد و رؤیای یک سرزمین مشترک را اعلام کرد که همه آلمانی‌ها باید برای آن بجنگند. در سراسر کتاب نبرد من، او آلمانی‌ها را در سراسر جهان تحت فشار قرار می‌داد تا مبارزه برای قدرت سیاسی و استقلال را کانون اصلی خود قرار دهند، که این پدیده با سیاست هایم اینس رایش که در سال ۱۹۳۸ شروع شد، رسمی شد.

## تجلیل تصویر هیتلر در پروپاگاندا
هدف اصلی پروپاگاندا نازی «تجلیل هیتلر» بود - که بخشی از پرستش شخصیت هیتلر محسوب می‌شد. نازی‌ها تلاش کردند تا در میان مردم پرستش برای هیتلر به عنوان یک خدا ایجاد کنند. پروپاگاندا نازی هر فرصتی را برای القای این اسطوره به ذهن آلمانی‌ها می‌گرفت که او مردی از میان توده‌های مردم، یک سرباز ساده در خندق‌های جنگ جهانی اول بود که تجسم ماهیت ملت آلمانی را نمایندگی می‌کرد. اسطوره فوهرر به عنوان یک انسان ساده، عاشق کودکان، دارای عشق معنوی به اپرا و موسیقی واگنر، که موفق شد ملت را از خواب بیدار کند و آن را از پستی که پیمان ورسای به آن تحمیل کرده بود، نجات دهد. کمپین تبلیغاتی نازی‌ها برای تجلیل شخصیت هیتلر شامل پایان یافتن گفتگوهای خصوصی و نامه‌های شخصی با درود "هایل هیتلر"، ظاهر شدن هیتلر تقریباً در تمام تمبرهای پستی، و همچنین حضور مستمر او در پوسترها، پخش رادیویی و فیلم‌های تبلیغاتی سینمایی بود. این کمپین تبلیغاتی پافشاری و فشرده، به همراه موفقیت‌های رژیم در عرصه‌ های داخلی و سیاست خارجی، و پیروزی‌های نظامی تا سال ۱۹۴۱، باعث ایجاد باوری شبه عرفانی در آلمانی‌ های عادی نسبت به قدرت و توانایی هیتلر، و او بودن یک انسان خوب و خیرخواه که می‌داند ملت آلمان باید چه مسیری را طی کند، شد.

## شخصیت یهودی در پروپاگاندا
دومین موتیف برجسته در پروپاگاندای نازی، معرفی یهودی به عنوان یک دون‌انسان، دشمن و کسی که باید نابود شود، بود. موتیف تکرارشونده، نمایش یهودی به عنوان یک حیوان مضر - مانند موش یا میکروبی که باعث بیماری‌ های واگیر می‌شود، بود. این پروپاگاندا، دل‌ها را برای نابودی ملت یهود در هولوکاست آماده کرد.
در این زمینه، روزنامه در «اشتورمر» که توسط یولیوس اشترایشر ویرایش می‌شد، پیشگام بود. این روزنامه در صفحات نخست خود، چهره یهودی با بینی خمیده، طماع، قاتل و متجاوز را به تصویر می‌کشید. به عنوان بخشی از رویکرد یهودستیزی تهاجمی این روزنامه، آن شعار هاینریش فون ترایچکه را که می‌گفت: «یهودیان مصیبت ما هستند!» (به آلمانی: Die Juden sind unser Unglück) را به عنوان شعار خود پذیرفت. این شعار در پایین صفحه نخست روزنامه در هر نشریه از سال ۱۹۲۷ درج می‌شد و نازی‌ها نیز از آن در کنفرانس‌های رسمی خود استفاده می‌کردند. پس از به قدرت رسیدن نازی‌ها در سال ۱۹۳۳، این هفته‌نامه نه نشریه ویژه را نزدیک به کنگره‌های حزب در نورنبرگ منتشر کرد که به موضوعاتی چون قتل برای آداب مذهبی توسط یهودیان، جنایت یهودیان و دیگر اتهامات دروغین اختصاص داشت. در اوج این روزنامه، تیراژ آن به یک میلیون و نیم نسخه رسید. اشترایخر در دادگاه‌های نورنبرگ به اتهام ارتکاب جنایات علیه بشریت به اعدام محکوم شد.

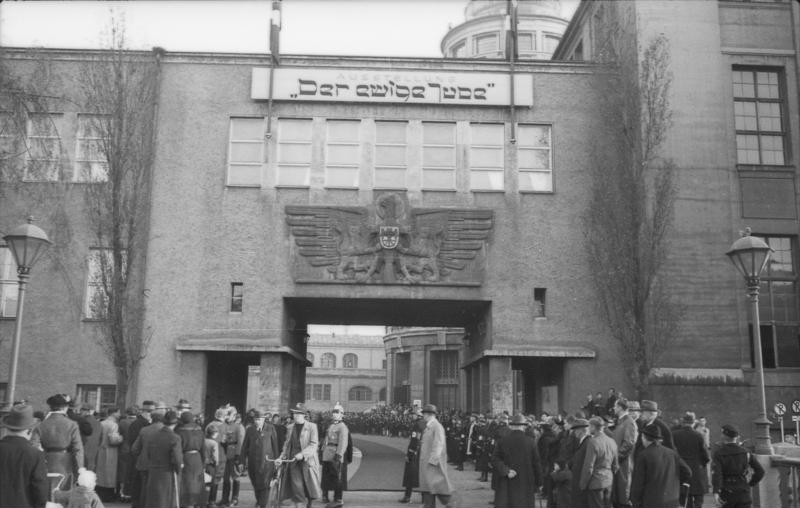
جمعیت برای ورود به نمایشگاه «یهودی ابدی» در موزه مونیخ، ۱۹۳۷ صف می کشند.

نمایشگاه «یهودی ابدی» بزرگترین نمایشگاه ضد یهودی در سال‌های قبل از جنگ جهانی دوم بود. این نمایشگاه در ۸ نوامبر ۱۹۳۷ در مونیخ افتتاح شد و در ادامه سال ۱۹۳۸ نیز به وین و برلین نقل شد. این نمایشگاه بیش از ۴۰۰،۰۰۰ بازدیدکننده (بیش از ۵،۰۰۰ نفر در هر روز) داشت. در این نمایشگاه پروپاگاندایی  یهودستیزی، موضوعات و محتوای بسیار توهین آمیز و نژادپرستانه ای به نمایش گذاشته شد. از جمله مدل های بزرگ و مضحکی از اندام های بدن یهودیان که به گونه‌ای تحقیرآمیز و غیرانسانی آنها را به تصویر می کشید. همچنین عکس های بزرگ از چهره ها و حرکات بدنی وجود داشت که به زعم نازی ها «مشخصه نژاد یهود» بود و به شکلی کاملا تعصب آمیز و توهین آمیز، ویژگی های ظاهری یهودیان را مضحک جلوه می داد. علاوه بر این، بخش هایی از این نمایشگاه به نقش یهودیان در حوزه های مختلف اجتماعی و فرهنگی اختصاص داشت,  مانند بخش هایی با عناوین «یهودیان در سیاست»، «یهودیان در فرهنگ»، «یهودیان در تجارت» و «یهودیان در سینما».

پوستر فیلم یهودی ابدی

سینمای آلمان نیز یهودی را به عنوان یک دون‌انسان که باید نابود شود، به تصویر می‌کشید. دو فیلم معروف در زمینه ضدیهودی سمی، فیلم «یهودی زیس» (۱۹۴۰) ساخته فایت هارلان و فیلم «یهودی ابدی» (۱۹۴۰) ساخته فریتس هیپلر بودند. این فیلم‌ها موجی از یهودستیزی را در هر جایی که به نمایش درآمدند، به راه انداختند و ابزاری برای آماده‌سازی دل‌ها برای کشتار جمعی در هولوکاست بودند. «یهودی ابدی» شامل تصاویری بود که در گتوهای لهستان فیلمبرداری شده بود و در آن یهودیان به شکلی تحقیرآمیز به تصویر کشیده شده بودند.
یهودی در پروپاگاندای نازی به عنوان دشمن بشریت معرفی شد و در مقابل آلمانی، آریایی قرار گرفت که پیشرفت و توسعه‌دهنده بشریت است. آلمانی ملی‌ گرا، کارگر، خالق است، در حالی که یهودی انگل، بین الملل گرا، تغذیه‌کننده از زحمات دیگران است. بر اساس پروپاگاندای آلمانی، دو دشمن کارگر آلمانی، سرمایه‌داری که از او سوءاستفاده می‌کند، و کمونیستی که می‌خواهد او را برده کند، دو چهره از یک دشمن قدیمی هستند - یهودی. 

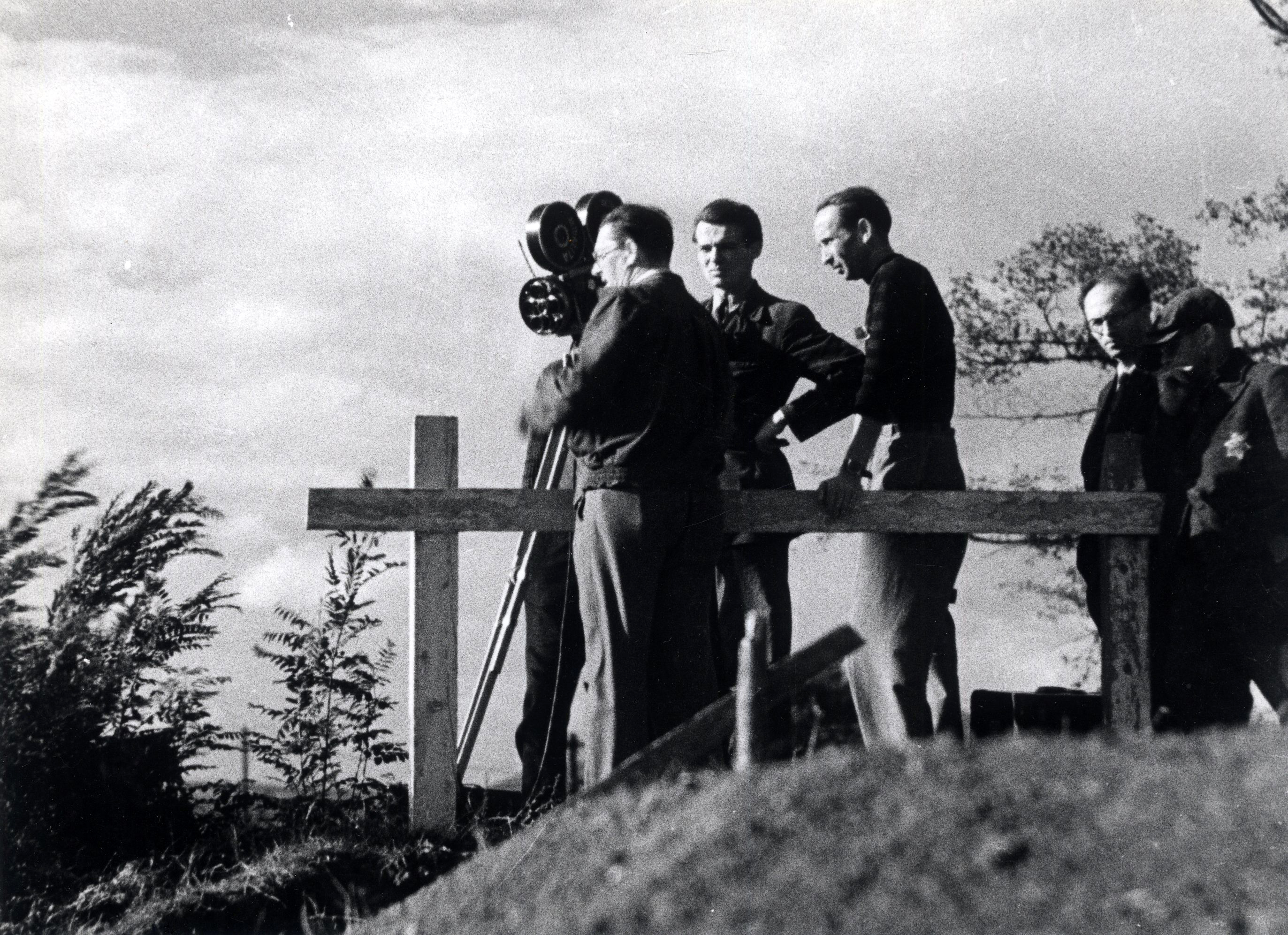
فیلمبرداری فیلم اردوگاه کار اجباری ترزینشتات

از پروپاگاندا به طور خاص برای پنهان کردن وحشت‌های هولوکاست استفاده شد. در ۲۳ ژوئن ۱۹۴۴، نازی‌ ها به هیئتی از صلیب سرخ اجازه دادند تا از گتوی ترزینشتات بازدید کنند تا شایعات درباره سرنوشتی که در انتظار ساکنان اردوگاه بود را رد کنند. این اردوگاه تنها ایستگاه انتقال برای یهودیان غرب اروپا در مسیر نابودی در آشویتس و تربلینکا بود، اما کسانی که مدتی در آن ماندند پیش از اینکه به قطارهای هولوکاست منتقل شوند، شرایط سختی از گرسنگی، تحقیر و رفتار غیرانسانی را تجربه کردند. با تلاش هماهنگ، فروشگاه‌ ها و کافه‌ های تقلبی ایجاد شدند تا رفاهی که یهودیان در آن زندگی می‌کردند، در مقابل نظام سهمیه‌بندی که آلمانی‌ها در پایان جنگ با آن روبرو بودند، نشان داده شود. نازی‌ ها تصور می‌کردند که این جعل به قدری موفقیت‌آمیز بود که تصمیم گرفتند فیلم پروپاگاندایی بسازند. فیلم، «پیشوا به یهودیان شهری می‌بخشد»، از اوت ۱۹۴۴ فیلمبرداری شد. کارگردان، کورت گرون، کارگردان یهودی معروف بود. هدف فیلم نشان دادن چگونه رژیم هیتلر به یهودیان خوب رفتار کرده است بود. پس از فیلمبرداری فیلم، اکثر بازیگران، اعضای تیم و حتی کارگردان به مرگشان در اردوگاه نابودی آشویتس فرستاده شدند. فیلم هرگز نمایش داده نشد، اما بخش‌هایی از آن در پروپاگاندای نازی استفاده شد و برخی از آنها باقی مانده‌اند.
این پروپاگاندا که شامل نمایشگاه و فیلم‌ها بود، نقش مهمی در تشدید تنفر از یهودیان و آماده‌سازی افکار عمومی برای جنایات علیه بشریت در هولوکاست داشت.